# Harry Potter y las reliquias de la Muerte: parte 2
Harry Potter y las reliquias de la muerte: parte 2 (título original en inglés: Harry Potter and the Deathly Hallows - Part 2) es una película de acción y fantasía dirigida por David Yates. Es la octava y última película de la saga, y la segunda de dos partes cinematográficas basada en la novela homónima de J. K. Rowling, la octava película de la franquicia Mundo Mágico y la última entrega de las películas de Harry Potter. El guion estuvo a cargo de Steve Kloves y fue producida por David Heyman, David Barron y Rowling. Fue estrenada en la mayor parte del mundo el 15 de julio de 2011, pero en algunos países su estreno fue adelantado un día, mientras que en China no se estrenó hasta el 4 de agosto de 2011. La película fue convertida totalmente al formato 3D y fue presentada en dicho formato y también en 2D y IMAX. Este largometraje recibió tres nominaciones a los Premios Óscar: mejor dirección artística, mejor maquillaje y mejores efectos visuales. Se posicionó como la tercera película con mayor recaudación en la historia consiguiendo 1341 millones, siendo posteriormente superada por The Avengers (2012, 1511 millones).
La duración total de la película es de 262 minutos (4 horas y 22 minutos), siendo este episodio los restantes 130 minutos (2 horas 10 minutos), además de ser la película con la duración más corta de toda la saga.

## Argumento

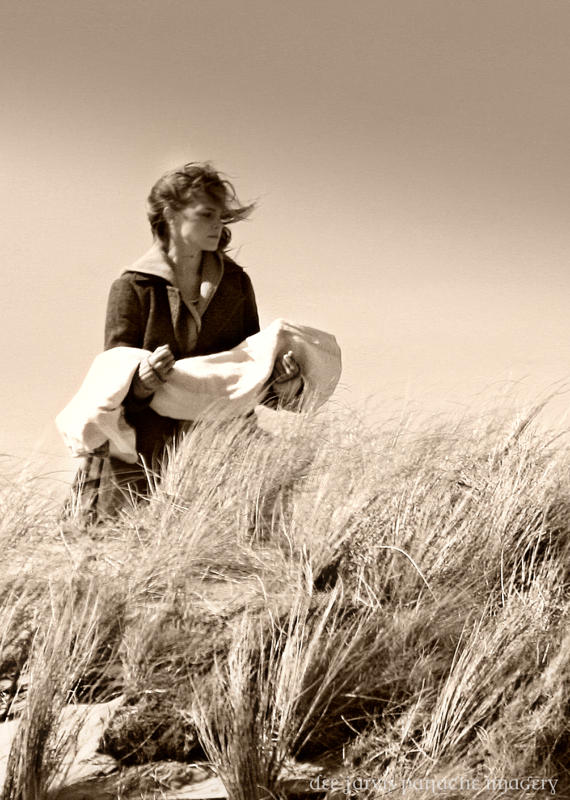
Foto de Emma Watson filmando Harry Potter y las Reliquias de la Muerte en Freshwater West, Pembrokeshire, en mayo de 2009.

Después de enterrar a Dobby en la playa, Harry le pregunta inmediatamente al duende Griphook de por qué Bellatrix Lestrange cree que la Espada de Gryffindor debería estar en su bóveda del banco Gringotts. Este responde que en dicha bóveda hay una réplica convincente de la misma espada y que sólo un duende puede reconocer si es falsa o no, Hermione le pregunta sobre quién llevó dicha réplica a la bóveda y Griphook les responde que fue un profesor de Hogwarts quien la llevó el verano pasado y que actualmente es el director, siendo Severus Snape quien lo hizo, aunque el grupo se pregunta por qué Snape dejaría una espada falsa a la bóveda de Bellatrix. Sabiendo cómo Bellatrix reaccionó al creer que habían estado en la bóveda, Harry sospecha que un Horrocrux de lord Voldemort estaba guardado allí, y él junto con Griphook, Ron y Hermione preparan un plan para entrar a Gringotts y robarlo. Posteriormente Harry se reúne con Ollivander, y le pide verificar unas varitas que portaban, siendo la primera varita en analizar la que pertenecía de Bellatrix, aunque le recomienda usarla con cuidado, luego analiza la segunda varita siendo esta la que pertenecía a Draco Malfoy, aunque también le comunica que como Harry lo desarmó ahora su lealtad ha cambiado hacia él, después le pregunta sobre lo que sabe acerca de las Reliquias de la Muerte y si cree que existen. Aunque en un principio Ollivander admite no creer que dichas Reliquias existan y menciona que solo había escuchado rumores sobre una de ellas, la Varita de Saúco. Le advierte a Harry que si esta llegase a las manos de Voldemort, Harry no podría vencer al Señor Tenebroso, pero Harry le menciona que ya es demasiado tarde ya que Voldemort la encontró y ahora está en su poder.
Para infiltrarse en el banco Gringotts sin ser descubiertos, Hermione utiliza un cabello de Bellatrix para transformarse en esta usando la poción multijugos, y Ron se disfraza de un mortífago extranjero. Finalmente, se transportan al banco Gringotts. Al entrar, el duende gerente llamado Bogrod le pide la varita a Hermione, ya que habían sido advertidos de una posible Bellatrix Lestrange impostora, pero Harry, bajo la capa con Griphook sobre sus hombros, utiliza el maleficío "Imperius" contra Bogrod y este bajo el efecto del hechizo los deja pasar sin problemas. El trío se transporta en un vehículo que viaja encima de unas vías, pero infortunadamente este pasa por una cascada conocida como: «La perdición del Ladrón», la cual lava todos los encantamientos y la poción multijugos, haciendo que Hermione y Ron vuelvan a ser ellos mismos y a raíz de eso el carruaje los eyecta y activa la alarma. Al entrar a la bóveda Harry descubre que el horrocrux es nada menos que la Copa de Helga Hufflepuff, sin embargo Hermione accidentalmente toca uno de los objetos de la bóveda los cuales comienzan a multiplicarse debido al encantamiento "Gemino". Finamente y a pesar del hechizo consiguen obtenerla, pero son atrapados en la bóveda por Griphook, quien los traiciona y se roba la Espada de Gryffindor sin avisar y escapa dejando a Bogrod a merced del dragón conocido como un Ironbelly ucraniano, el cual vigilaba la bóveda afuera, e inmediatamente incinera a Bogrod, matándolo. Al salir, son descubiertos por las autoridades del banco y los tres jóvenes se montan encima del dragón al cual Hermione libera de sus cadenas con el hechizo "Relashio" y escapan sobre él, destruyendo gran parte del techo del banco Gringotts. Al llegar a un campo abierto, se dan cuenta de que el dragón está bajando y saltan a un lago. Ya en el agua, Harry tiene visiones de un ataque de furia de Voldemort, quien ha descubierto que obtuvieron un Horrocrux y asesina a todos los duendes y guardias de Gringotts sin piedad y sin misericordia. En esa visión, Voldemort piensa en Hogwarts y en Helena Ravenclaw, hija de Rowena, lo que le da sospechas a Harry de que hay otro Horrocrux escondido en el castillo. En Gringotts, Voldemort decide enviar a todos sus seguidores a buscar y detener al trío antes que encuentren los restantes Horrocruxes, por otro lado la Espada de Gryffindor desaparece de la mano muerta de Griphook.
Al caer la noche el trío se aparece en Hogsmeade y rápidamente se esconden de los carroñeros y mortífagos que andaban cerca del área hasta que una persona del pueblo les dice que entren rápido a su local y se oculten abajo mientras él se deshace de los carroñeros y mortífagos que querían entrar a su local a investigar, al entrar Hermione descubre el reflejo de Harry en un espejo roto al cual le falta una pieza, la cual resulta ser la misma que cargaba Harry, al pasar el peligro la persona que los ayudó resulta ser Aberforth Dumbledore, el hermano de Albus, y él había sido la persona a quien Harry había visto en el espejo varias veces y quien envió a Dobby a rescatarlos la última vez. Aberforth les pregunta dónde está Dobby, pero Harry le responde que este murió tratando de salvarlos, a lo que Aberforth le responde que es una pena ya que le agradaba ese elfo, luego Harry le pregunta quién le dio el espejo doble y este le menciona que fue Mundungus Fletcher hace como un año, entonces Harry le recrimina que Mundungus no tenía derecho de venderlo ya que era propiedad de Sirius, pero Aberforth le dice que él ya lo sabía, ya que Albus le había dicho y sabría que Harry se enojaría si se enteraba de que él lo tenía, pero en tono de ironía le menciona a Harry que de no ser por él estarían muertos ahora. Posteriormente Harry le menciona a Aberforth que estos necesitan entrar al castillo ya que tienen una misión que cumplir, al principio Aberforth se rehúsa a ayudarlos, sin embargo este finalmente recapacitado por Harry opta por ayudarlos a entrar a través de un pasaje secreto detrás del cuadro de su hermana Ariana Dumbledore. Horas más tarde Snape convoca a los alumnos en el Gran Comedor para informar que Harry ha sido visto hace poco en Hogsmeade. El chico sale de entre sus compañeros y confronta al director por el asesinato de Albus Dumbledore. La Orden del Fénix llega en ese momento y Snape trata de atacar a Harry, pero acaba huyendo ante los ataques de Minerva McGonagall. Voldemort proyecta su voz en el colegio, diciéndoles que entreguen a Harry. Mientras los profesores y la Orden del Fénix protegen el castillo, Harry encuentra al fantasma de Ravenclaw, Helena, para informarse sobre la diadema. Ella le explica que Voldemort, en su juventud, se la pidió y la llenó de magia oscura. Finalmente, luego de tantas súplicas de Harry afirmando que serviría para destruir al Señor Tenebroso, Helena accede a decirle la ubicación de la diadema con un acertijo y él deduce que se encuentra en la Sala de los Menesteres.
Voldemort, quien siente la destrucción de un fragmento de su alma a manos de Ron y Hermione, quienes habían ido a la cámara secreta a buscar un colmillo de los restos del basilisco, consigue destruir el escudo de Hogwarts en un estallido de furia y posteriormente sus secuaces comienzan el ataque al castillo.
En la Sala de los Menesteres, Harry encuentra la diadema. Draco Malfoy, Blaise Zabini y Gregory Goyle se aparecen ante Harry, Draco inicialmente le pide la varita que le arrebató al primero. Harry le pregunta por qué no lo delató con Bellatrix ese día en la Mansión Malfoy, Draco duda de sus actos y Goyle toma acción, casi matando a Harry. Ron y Hermione llegan, pero Goyle crea una maldición de fuego, muriendo él mismo al caer en las voraces llamas. Ron, Hermione y Harry toman unas escobas y rescatan a Draco y Zabini antes de que éstos mueran calcinados. Al salir de la sala, Harry le clava el colmillo de basilisco a la diadema y Ron la patea hacia el fuego. Al sentir la destrucción de otro Horrocrux, Voldemort huye con Nagini a una casa, cerca del lago. Harry entra en la mente de Voldemort y lo ve hablando con Lucius Malfoy allí, a quien le pide que le traiga a Severus Snape. Viendo la protección que le brinda a Nagini, Harry deduce que la serpiente es el último Horrocrux.
El trío se dirige a la casa sobre el lago zambulléndose en la batalla y escapando de gigantes y arañas, llegan a un corredor y ven a Fenrir Greyback mordiendo a Lavender Brown, tras esto Hermione lo tira al abismo y Lavender muere.
Cuando llegan a la casa sobre el lago escuchan una conversación entre Voldemort y Snape. El primero le explica al segundo que la Varita de Saúco no funciona como debería, ya que solo responde ante Snape por matar a su anterior dueño, Albus Dumbledore, y acto seguido le corta la garganta y le ordena a Nagini matarlo. Cuando Voldemort y su serpiente se marchan y los tres amigos entran en la casa, donde un moribundo Snape le entrega a Harry sus recuerdos en un frasco a través de una lágrima para que pueda verlos en el pensadero de Dumbledore.
Voldemort ordena que los mortífagos detengan el ataque para que los defensores de Hogwarts puedan enterrar a sus caídos.
Harry va al despacho de Dumbledore e introduce los recuerdos de Snape en el pensadero para observar en primer lugar cómo fue amigo y se enamoró de su madre cuando eran jóvenes. A continuación, un Snape ya adulto, por temor a que la profecía llevara a Voldemort a matar a Lilly, acude a Dumbledore para que la proteja y este pide a cambio su lealtad. Tras el ataque de Voldemort a los Potter y la muerte de estos, Snape reprocha a Dumbledore el incumplimiento de su promesa y el director le explica que la familia confió en la persona equivocada, pero que Harry sobrevivió y tiene los ojos de su madre. Snape acepta proteger al chico mientras nadie lo sepa. El siguiente recuerdo revela que Dumbledore se puso el Anillo de Gaunt, uno de los horrocruxes de Voldemort, y que la maldición en él contenida lo mataría en aproximadamente un año. Además, el director ordena a Snape que él mismo debe matarlo para evitar que lo haga Draco Malfoy bajo las órdenes de Voldemort y le explica que cuando el Señor Tenebroso quiso matar a Harry y su hechizo rebotó, un fragmento de su alma se adhirió al muchacho. Esto provocó la conexión entre ambos ocasionando que Voldemort no pueda ser derrotado si no muere antes Harry.
Tras descubrir toda la verdad, Harry se dirige entonces al Bosque Prohibido, pero antes de presentarse ante Voldemort saca la snitch que Dumbledore le dejó en herencia. El objeto se abre y en su interior se encuentra la Piedra de Resurrección. Con ella, Harry invoca a los espíritus de sus padres, Sirius y Lupin, para que lo acompañen en el resto del camino, justo en ese instante Harry suelta la piedra, dejándola caer al suelo, y continúa su camino. Al llegar ante Voldemort, este le lanza la maldición asesina. Harry despierta en un lugar muy luminoso que parece ser la estación de King's Cross y allí encuentra el fragmento del alma de Voldemort que estaba dentro de él. Dumbledore aparece y le explica que ahora puede elegir: o volver o «seguir adelante». Antes de irse, el fallecido director le confirma que todo está ocurriendo en su cabeza, pero eso no implica que no sea real. De nuevo en el Bosque Prohibido, Narcissa Malfoy se acerca a Harry para ver si este está muerto, pero al ver que no es así le pregunta si su hijo Draco está vivo y el muchacho asiente. Narcissa le dice a todos que el chico ha muerto y Hagrid, aprisionado por Voldemort, lleva su cuerpo al castillo. 
Al llegar allí Voldemort se regodea con la tristeza de sus enemigos ante la muerte de Harry. Neville incita a los demás a seguir luchando y saca la espada de Gryffindor del Sombrero Seleccionador, mientras Harry salta de los brazos de Hagrid, provoca los gritos de alegría de sus amigos, ataca a Nagini y causa la huida de algunos mortífagos, entre ellos Draco y sus padres. La lucha se reinicia y Voldemort persigue a Harry por el castillo. Molly Weasley se bate en duelo con Bellatrix y la hace estallar en pedazos. Entre tanto, Voldemort y Harry luchando caen en el patio del colegio, en ese momento se atacan: el Señor Tenebroso con un maleficio asesino y Harry con un hechizo desarmador. En otro punto, Ron y Hermione intentan por todos los medios matar a Nagini sin tener éxito, esta intenta asesinarlos, pero justo antes de que llegue a atacarlos, Neville la decapita con la espada de Gryffindor y acaba así con el último horrocrux. El ataque entre Harry y Voldemort se interrumpe cuando este último siente la herida que provocó la destrucción de la última parte de su alma. El Señor Tenebroso reacciona rápidamente e intenta matar a Harry que responde nuevamente con un Expelliarmus, en ese momento, el potente rayo verde de Voldemort se regresa en su dirección y termina por vincularse en su mano, Harry logra desarmarlo y toma la Varita de Saúco, Voldemort comienza a desintegrarse en pedazos y muere para siempre.
Más tarde, Harry se reúne con Ron y Hermione en el puente del castillo y les explica por qué la Varita de Saúco no obedecía a Voldemort del todo, ya que este pensó que al matar a Snape la varita sería suya, pero nunca había pertenecido a Snape, ya que en realidad fue Draco quien desarmó a Dumbledore esa noche en la torre de Astronomía antes de que Snape lo matara y a partir de ese momento solo le respondía a Draco, sin embargo como hace unos días Harry le quitó a Draco su varita en la mansión Malfoy, este inconscientemente se convirtió en su verdadero dueño. Después de todo Harry decide romper la varita de Saúco y arroja los trozos por el precipicio para evitar que la misma volviera a caer en manos equivocadas en el futuro. 
Diecinueve años después, Harry y Ginny llevan a sus hijos a la estación de King's Cross. Uno de ellos, su segundo hijo Albus Severus está nervioso por la incertidumbre de ser seleccionado para la casa Slytherin, y Harry le responde que tiene los nombres de dos directores de Hogwarts, y uno de ellos (Severus Snape) estuvo en Slytherin, y fue el hombre más valiente que conoció. También le dice que si tanto le preocupa ir a esa casa puede escoger Gryffindor, el Sombrero Seleccionador tiene en cuenta las preferencias del mago. Albus Severus, su hermano mayor James Sirius y la hija de Ron y Hermione suben al tren mientras sus padres observan sonrientes su partida desde el andén.

## Reparto
| Personaje                       | Actor                  | Doblaje (España)        | Doblaje (Hispanoamérica) |
| Personajes principales          | Personajes principales | Personajes principales  | Personajes principales   |
| ------------------------------- | ---------------------- | ----------------------- | ------------------------ |
| Harry Potter                    | Daniel Radcliffe       | Axel Amigo              | Víctor Ugarte            |
| Ron Weasley                     | Rupert Grint           | David Carrillo          | Luis Daniel Ramírez      |
| Hermione Granger                | Emma Watson            | Laura Pastor            | Leyla Rangel             |
| Personal de Hogwarts            |                        |                         |                          |
| Severus Snape                   | Alan Rickman           | Juan Carlos Gustems     | Sebastián Llapur         |
| Minerva McGonagall              | Maggie Smith           | Luz Olier               | Queta Leonel             |
| Horace Slughorn                 | Jim Broadbent          | Mario Martín            | Arturo Mercado           |
| Pomona Sprout                   | Miriam Margolyes       | Yolanda Pérez Segoviano | Ruth Toscano             |
| Rubeus Hagrid                   | Robbie Coltrane        | Carlos Kaniowsky        | Blas García              |
| Griphook y Filius Flitwick      | Warwick Davis          | Víctor Agramunt         | Dafnis Fernández         |
| Sybill Trelawney                | Emma Thompson          | Mercedes Cepeda         | Sarah Souza              |
| Argus Filch                     | David Bradley          | Aparicio Rivero         | Jesse Conde              |
| Señora Pomfrey                  | Gemma Jones            |                         |                          |
| Miembros de la Orden del Fénix  |                        |                         |                          |
| Remus Lupin                     | David Thewlis          | Miguel Zúñiga           | Martín Soto              |
| Nymphadora Tonks                | Natalia Tena           | Emma Jiménez            | Érika Edwards            |
| Molly Weasley                   | Julie Walters          | Begoña Hernando         | Anabel Méndez            |
| Arthur Weasley                  | Mark Williams          | Julián Rodríguez        | Mario Sauret             |
| Fleur Delacour                  | Clemence Poesy         | Sophie Ostria           | Liliana Barba            |
| Bill Weasley                    | Domhnall Gleeson       | José Cañas              | José Gilberto Vilchis    |
| Kingsley Shacklebolt            | George Harris          | José Barreiro           | Mario Arvizu             |
| Fred Weasley                    | James Phelps           | Jordi Cruz              | Erick Salinas            |
| George Weasley                  | Oliver Phelps          | José Manuel Rodríguez   | Eduardo Garza            |
| Lord Voldemort y sus mortífagos |                        |                         |                          |
| Lord Voldemort                  | Ralph Fiennes          | José Luis Angulo        | José Luis Orozco         |
| Bellatrix Lestrange             | Helena Bonham Carter   | Amalia Catarero         | Xóchitl Ugarte           |
| Lucius Malfoy                   | Jason Isaacs           | Carlos del Pino         | Octavio Rojas            |
| Draco Malfoy                    | Tom Felton             | Álvaro de Juan          | Irwin Daayán             |
| Estudiantes de Hogwarts         |                        |                         |                          |
| Seamus Finnigan                 | Devon Murray           | Alejandro Méndez        | Miguel Ángel Flores      |
| Cho Chang                       | Katie Leung            | Cristina Yuste          | Georgina Sánchez         |
| Dean Thomas                     | Alfred Enoch           | Raúl Rojo               | Rodrigo Carralero        |
| Neville Longbottom              | Matthew Lewis          | Adrián Viador           | Miguel Ángel Leal        |
| Ginny Weasley                   | Bonnie Wright          | Anahí de la Fuente      | Alondra Hidalgo          |
| Luna Lovegood                   | Evanna Lynch           | Mercedes Llobera        | Guadalupe Leal           |
| Lavender Brown                  | Jessie Cave            | Blanca Hualde           | Blanca Hualde            |
| Otros personajes                |                        |                         |                          |
| Albus Dumbledore                | Michael Gambon         | Claudio Rodríguez       | César Árias              |
| Sirius Black                    | Gary Oldman            | Pere Molina             | Salvador Delgado         |
| Garrick Ollivander              | John Hurt              |                         | Salvador Reyes           |
| Aberforth Dumbledore            | Ciarán Hinds           | Miguel Ángel Del Hoyo   | Guillermo Coria          |
| Percy Weasley                   | Chris Rankin           |                         |                          |
| Oliver Wood                     | Sean Biggerstaff       |                         |                          |

Los papeles de los varios personajes menores fueron reelegidos para esta películas. En ambas partes de Las Reliquias de la Muerte, Warwick Davis apareció como Griphook, un duende y antiguo empleado del Banco de Gringotts. Griphook fue interpretado por Verne Troyer en la primera película. Davis también repitió el papel de Filius Flitwick, el maestro de Encantamiento de Hogwarts. Ciarán Hinds asumió el papel de Aberforth Dumbledore, el hermano de Dumbledore y dueño de la posada de la Cabeza de Puerco. Hinds reemplazó a Jim McManus, quien interpretó al personaje en la quinta película. El papel de Helena Ravenclaw, el fantasma de la Casa de Ravenclaw, fue interpretada por Kelly Macdonald, quien reemplazó a Nina Young, la actriz que interpretó al personaje en la primera película. Además, Greg Baker anunció el 9 de agosto de 2009 que Jamie Waylett no podría repetir su papel como Vincent Crabbe. El personaje de Waylett fue reemplazado en el guion y su papel en el argumento lo tomó el personaje de Baker.

## Producción

### Rodaje

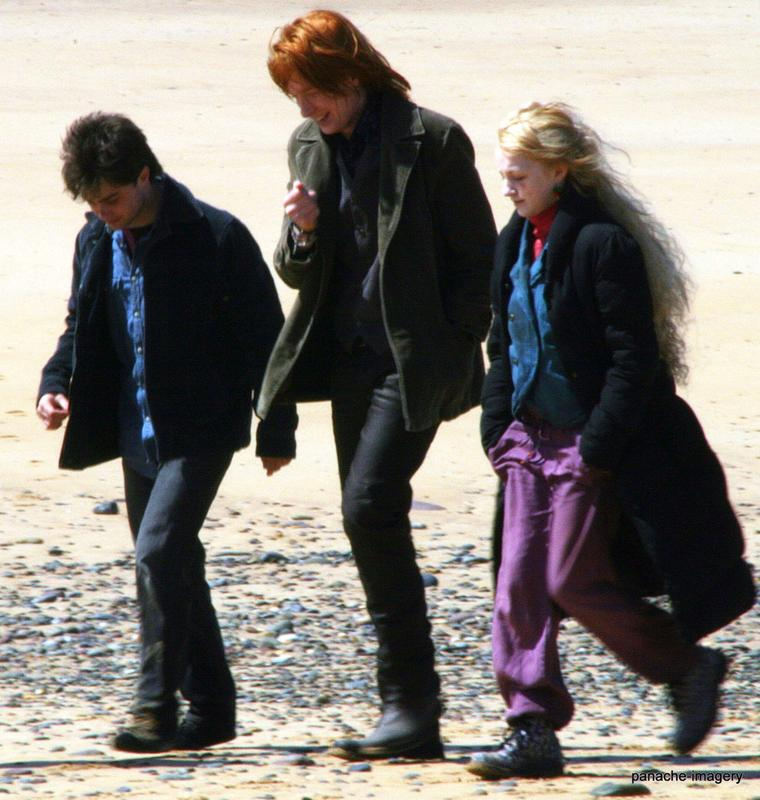
Radcliffe, Domhnall Gleeson y Evanna Lynch.

El rodaje principal empezó el 19 de febrero de 2009. La parte 2 fue filmada a la par que la parte 1, se grabó hasta el 12 de junio de 2010, continuando el rodaje para la escena del epílogo tomada en los estudios Leavesden Film el 21 de diciembre de 2010. El director David Yates, quien filmó la película con el director de fotografía Eduardo Serra, describió la parte 2 como «extravagante, colorida y orientada a la fantasía», una «gran ópera con grandes batallas».

### Escenarios
En una entrevista con Architectural Digest, el diseñador de producción Stuart Craig habló sobre la creación de los escenarios para la Parte 2. Del banco mágico de Gringotts dijo: «nuestra entrada al banco, como cualquier otra, está hecha de mármol y grandes columnas de mármol. Y han tenido gran fuerza. El hecho de que los duendes sean los banqueros y cajeros en el mostrador da esa sensación de grandeza y de solidez y grandes proporciones. Esta fue la parte divertida del escenario: exageramos el tamaño, el ancho e incluso el brillo del mármol. Acerca de la multiplicación del tesoro en una de las cámaras del banco dijo: «Hicimos literalmente miles de piezas para esto y las metalizamos al vacío para que fuesen oro y plata brillante. John Richardson, el supervisor de efectos especiales, hizo un suelo que capaz de levantarse en diferentes niveles, para que existiera una especie de crecimiento del tesoro».
Craig habló sobre la Batalla de Hogwarts a la revista Art Insights, diciendo que «el gran desafío es la destrucción de Hogwarts. El sol levantándose detrás del humo... Los grandes escombros de los muros destruidos, la sala de entrada, la entrada hacia la Sala Común, parte del suelo de la Sala Común completamente desapareció. Fue un gran desafío, y muy divertido realmente —quizás esto nos ayudó a los chicos y a mí en el departamento de arte para prepararnos para el final...— Lo demolimos antes de que tuviésemos que destruirlo completamente.». Cuando se le preguntó sobre la escena de King's Cross cerca del final de la película, Craig dijo: «Experimentamos un montón, sinceramente. Me refiero a que fue en realidad un proceso bastante largo, pero hicimos experimentar la sensación de estar muy quemado con muchos, muchos tipos de blanco, por lo que experimentamon con pisos iluminados, con diferentes tipos de blanco cubriendo todo: pintura blanca, tela blanca, y el camarógrafo estuvo involucrado en cuánto exponerlo, e hicimos una serie de pruebas de cámara, así que llegamos allí, pero con una gran cantidad de preparación e investigación».

### Efectos visuales
Las compañías de efectos visuales que trabajaron en la parte 1 (incluyendo Framestore, Moving Picture Company y Double Negative, que crearon el dragón de Gringotts) también trabajaron en los visuales para este largometraje.

## Banda sonora
Se confirmó que el compositor de la parte 1, Alexandre Desplat, regresaría para la parte 2. En una entrevista con Film Music Magazine, Desplat dijo que musicalizar la parte 2 es «un gran desafío» y que tiene «muchas expectativas que cumplir y una gran cantidad de trabajo» por delante. En una entrevista por separado, Desplat también dijo que los temas de Williams aparecerían en la película «mucho más que en la primera parte». La escritura de la banda sonora de la película comenzó a principios de 2011 por Desplat, quien terminó grabándola con el orquestador Conrad Pope y la Orquesta Sinfónica de Londres el 27 de mayo de 2011, en Abbey Road Studios. La banda sonora de la película fue nominada al Mejor álbum de banda sonora para película, televisión u otro medio visual en la 54.º ceremonia de los Premios Grammy.

## Distribución

### Mercadotecnia
En marzo de 2011, el primer avance de Las Reliquias de la Muerte: parte 2 fue lanzado revelando nuevas imágenes y nuevas entrevistas con los miembros del reparto. El primer póster estadounidense fue lanzado el 28 de marzo de 2011, con el lema «It All Ends 7.15» («Todo termina 15.7»), refiriéndose a su fecha de estreno internacional. El 27 de abril de 2011, el primer tráiler cinematográfico de la parte 2 fue estrenado. Dicho tráiler revelaba una mezcla de nuevas y viejas imágenes. El tráiler IMAX de la película se estrenó junto con las funciones IMAX de Pirates of the Caribbean: On Stranger Tides el 20 de mayo de 2011. Durante los MTV Movie Awards el 5 de junio de 2011, Emma Watson presentó un adelanto de la película.

### Estreno en cines

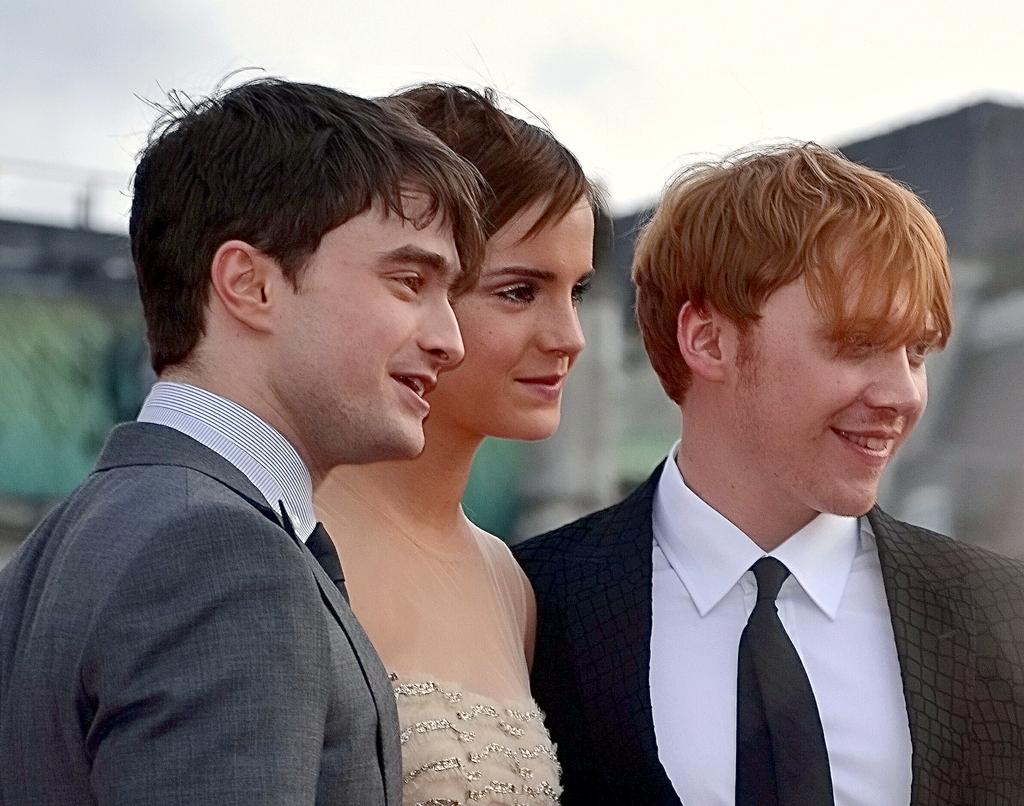
Daniel Radcliffe, Emma Watson y Rupert Grint en el estreno de Harry Potter y las Reliquias de la Muerte – Parte 2 el 7 de julio de 2011 en la Trafalgar Square en Londres.

El 2 de abril de 2011, una proyección de prueba de la película se llevó a cabo en Chicago. El director David Yates, los productores David Heyman y David Barron, y el editor Mark Day concurrieron al evento. La película tuvo su estreno mundial el 7 de julio de 2011 en la Trafalgar Square en Londres. El estreno estadounidense se llevó a cabo en la Ciudad de Nueva York en el Lincoln Center el 11 de julio de 2011. Aunque rodada en 2D, la película fue convertida en 3D en posproducción y fue estrenada en RealD 3D e IMAX 3D.
La película estuvo originalmente programada para estrenarse en Indonesia el 13 de julio de 2011. Sin embargo, el gobierno exigió un nuevo impuesto al valor agregado en derechos de autor de películas extranjeras en febrero de 2011, causando que tres estudios cinematográficos, entre ellos la Warner Brothers, deban detener la importación de sus películas, incluyendo Harry Potter y las Reliquias de la Muerte: parte 2, en el país. Los dueños de los cines esperaban tener a Harry Potter en sus salas a finales de julio, prohibiendo la continuación de la disputa. La película no se estrenó en los cines de Jordania debido a recientes impuestos forzados en películas. No había sido estrenada allí hasta el 13 de agosto de 2011.
El 10 de junio, un mes antes del estreno de la película, las entradas salieron a la venta. El 16 de junio de 2011, la parte 2 recibió un certificado de 12A (se sugiere supervisión de los padres para los que tengan entre 12 y 14 años) de parte del British Board of Film Classification, que indicó que la película «contiene suspense moderado, lesiones detalladas y lenguaje», convirtiéndose en la única película de Harry Potter en recibir una advertencia por «lesiones detalladas». La medianoche del 15 de julio, la parte 2 fue proyectada en 3800 salas de cine. En Estados Unidos, fue pasada por 4375 salas, 3100 salas 3D y 274 salas IMAX, el estreno más grande para una película 3D, IMAX y de Harry Potter.

### Versión casera
Harry Potter y las Reliquias de la Muerte: parte 2 fue lanzada el 11 de noviembre de 2011 en los Estados Unidos en cuatro formatos: un DVD estándar de un disco, una edición especial de DVD estándar de dos discos, un Blu-ray estándar de un disco, y un Combo Pack Blu-ray 2D de tres discos (Blu-ray + DVD + Copia digital). En el Reino Unido e Irlanda, la película fue lanzada el 2 de diciembre de 2011 en tres formatos: un DVD estándar de dos discos, un Combo Pack Blu-ray 2D de tres discos (Blu-ray + DVD + Copia digital), y un Combo Pack Blu-ray 3D de cuatro discos (Blu-ray 3D + Blu-ray 2D + DVD + Copia digital). La película estableció el récord de la venta preordenada más rápida de DVD y Blu-ray en Amazon.com, solo dos días en el período de preorden.
Las Reliquias de la Muerte - Parte 2 vendió 2,71 millones de unidades Blu-ray (60,75 millones de dólares) en tres días (del viernes al sábado). También vendió 2,83 millones de unidades DVD (42,22 millones de dólares) durante su debut. Para el 18 de julio de 2012, había vendido 4,71 millones de unidades Blu-ray (99,33 millones de dólares) y 6,47 millones de unidades DVD (88,96 millones de dólares).

## Recepción

### Crítica
Harry Potter y las Reliquias de la Muerte - Parte 2 recibió, en general, buenos comentarios por parte de la crítica especializada. Rotten Tomatoes registró una calificación aprobatoria del 96% basada en 278 reseñas, el 100% de los críticos destacados del sitio, una puntuación de 8,4 sobre 10 y un «Certificado de Frescura» con su consenso siendo: «Escalofriante, de gran participación actoral, y deslumbrante visualmente, Las Reliquias de la Muerte - Parte 2 lleva la franquicia de Harry Potter a una satisfactoria — y adecuadamente mágica — conclusión». En Metacritic, la película tiene «Universal Acclaim» con una puntuación de 87 sobre 100. La película recibió 93/100 de los críticos profesionales en la Broadcast Film Critics Association; esta es su calificación más alta de la película de Harry Potter.
Philip Womack en The Daily Telegraph comentó que «esto es cine monumental, inundado de tonos preciosos, y llevando un mensaje final que hará eco en cada espectador, joven o viejo: hay oscuridad en todos nosotros, pero podemos superarlo». También añadió que David Yates «transmuta [al libro] en un espectáculo genuinamente aterrador». Otra reseña fue publicada el mismo día, esta vez por Evening Standard, que calificó a la película con 4/5 y declaró que «millones de niños, padres, y los que deberían saber mejor que no es necesario recordar qué es un horrocrux, y el director David Yates no los defraudará. De hecho, en algunos aspectos, ayuda a compensar algunas deficiencias del último libro». The Daily Express remarcó que la película muestra «un aterrador enfrentamiento que fácilmente iguala a El Señor de los Anillos o Star Wars en términos de una batalla dramática y memorable entre el bien y el mal». First Stop News dio a la película una aprobación total de 96% llamando a la película un «final realmente mágico» para la serie, que «se convertirá en la película más comentada y elogiada del año».
Roger Ebert del Chicago Sun-Times le dio a la película tres estrellas y media de cuatro y dijo que «el final evoca suficiente respeto y solemnidad para servir como una apropiada conclusión y un contraste dramático para la alegre (y relativa) inocencia de Harry Potter y la piedra filosofal en todos esos mágicos años». Mark Kermode de la BBC dijo que la película es una «adaptación bastante sólida y ambiciosa de un libro muy complejo», pero criticó la conversión posterior a 3D. Christy Lemire de la Associated Press le dio tres estrellas y media de cuatro y comentó que «mientras Las Reliquias de la Muerte - Parte 2 ofrece las respuestas largamente prometidas, también se atreve a plantear algunas preguntas eternas, y permanecerá contigo luego de que el capítulo final haya concluido». Richard Roeper, también del Chicago Sun-Times, le dio a la película una A+ y dijo que «es un digno y magistral capítulo final en una de las mejores franquicias jamás llevadas al cine».
En una de las críticas negativas, Brian Gibson de Vue Weekly describió a la película como «mortalmente aburrida» y una «exageración visual». Otras reseñas criticaron la decisión de dividir la novela en dos partes cinematográficas, con Ben Mortimer de The Daily Telegraph escribiendo que «Las Reliquias de la Muerte - Parte 2 no es una película. Es MEDIA película... va a carecer de emoción». Otras críticas escribieron sobre la duración de la película; Alonso Duralde de The Wrap dijo que «Si hay un defecto sustancial en la película, es que este desfile de personas, lugares y objetos apenas pueden caber en los 130 minutos de duración». Rebecca Gillie de The Oxford Student le dio a la película 2 estrellas de 5 y escribió que «en el final de [la película] no hay nada que quede contigo una vez que abandonas el cine».
Javier Ocaña del diario El País criticó el primer tercio de la película por ser desconcertante para aquellos que no sean fanáticos de la saga y finalizó comentando que «la saga, cada vez más oscura, ha ido perdiendo sentido del humor hasta llegar a una última entrega en la que las risas han sido desterradas, culminando en un epílogo que debería ser una fiesta, pero en el que solo hay que ver la cara de agobio de adultos y niños para comprobar que en realidad ir al colegio Hogwarts parece un castigo».

### Recaudación
Harry Potter y las Reliquias de la Muerte - Parte 2 recaudó 381 011 219 dólares (USD) en Estados Unidos y Canadá, junto con 960 500 000 dólares en otros mercados, para un total mundial de 1 341 511 219 $. En recaudaciones mundiales, es la cuarta película con mayor recaudación, la película con mayor recaudación de 2011, la película con mayor recaudación en la franquicia Harry Potter y la adaptación de un libro infantil con mayor recaudación. La parte 2 estableció un récord mundial del primer fin de semana con 482,2 millones de dólares (antes sostenido por Harry Potter y el misterio del príncipe). También estableció un récord mundial del primer fin de semana en IMAX con 23,2 millones de dólares (un récord sobrepasado por The Dark Knight Rises). En recaudaciones mundiales, es la película más rápida en alcanzar los 400 millones de dólares (5 días), los 500 millones (6 días), 600 millones (8 días), 700 millones (10 días), 800 millones (12 días), 900 millones (15 días), y 1000 millones (19 días - junto con Avatar y The Avengers). El 31 de julio de 2011 (su decimonoveno día de estreno), se convirtió en la novena película en la historia cinematográfica y la segunda en 2011 en sobrepasar la marca de 1000 millones de dólares.

#### Fuera de Norteamérica
Fuera de Norteamérica, Harry Potter y las Reliquias de la Muerte - Parte 2 es la tercera película con mayor recaudación, la película con mayor recaudación de 2011, la película con mayor recaudación de la Warner Bros. y la película de Harry Potter con mayor recaudación. En su día de estreno, Las Reliquias de la Muerte - Parte 2 recaudó 43,6 millones de dólares de parte de 26 países, colocándola un 86% por delante de Harry Potter y las Reliquias de la Muerte: parte 1 y 49% más que El misterio del príncipe. Desde el miércoles hasta el domingo, en su fin de semana de estreno de 5 días, estableció un récord del primer fin de semana fuera de Norteamérica por recaudar 314 millones de dólares (antes logrado por Pirates of the Caribbean: On Stranger Tides). El porcentaje medio 3D de Las Reliquias de la Muerte - Parte 2 fue del 60%, que fue más bajo que el de Transformers: el lado oscuro de la luna (70%) y Pirates of the Caribbean: On Stranger Tides (66%). Recaudó 300 millones de dólares (5 días), 400 millones (8 días), 500 millones (11 días) y 600 millones (15 días) en tiempo récord. En su segundo fin de semana, sostuvo la primera posición, pero cayó precipitadamente en un 62% a 120,2 millones de dólares a pesar de tener una competencia menos importante. Esta cantidad es casi lo mismo que logró Pirates of the Caribbean: On Stranger Tides a partir de su segundo fin de semana (124,3 millones de dólares). Las Reliquias de la Muerte - Parte 2 estuvo en el primer lugar en taquilla fuera de Norteamérica por cuatro fines de semana consecutivos.
En el Reino Unido, Irlanda y Malta llevó un récord de 14,8 millones de dólares en su primer día. En su primer fin de semana, recaudó  23 753 171 £, marcando el segundo fin de semana de estreno más largo en moneda local detrás de Harry Potter y el prisionero de Azkaban ( 23 882 688 £). Sin embargo, en dólares estadounidenses, su fin de semana de estreno fue un récord de 38,3 millones, por delante de Harry Potter y la Orden del Fénix (33,5 millones de dólares). La película también archivó la mayor recaudación de un solo día (en su primer sábado) y la más larga semana de estreno con 57,6 millones de dólares (sobrepasada por Skyfall). La película logró un total de 73,1 millones de libras (117,2 millones de dólares) en la taquilla británica marcando la quinta película con mayor recaudación. También es la película con mayor recaudación de 2011 y la película de Harry Potter con mayor recaudación.
Las Reliquias de la Muerte - Parte 2 también estableció los récords del primer día en México (6,1 millones de dólares), Australia (7,5 millones), Francia y Magreb (7,1 millones), Italia (4,6 millones), Suecia (2,1 millones), Noruega (1,8 millones), Dinamarca (1,6 millones), Holanda (1,7 millones), Bélgica (1,4 millones), República Checa (2 millones), Argentina (961 000), Finlandia (749 000), y Hong Kong (808 000). También estableció nuevos récords del primer día de la franquicia de Harry Potter en Japón (5,7 millones de dólares), Brasil (4,4 millones), Rusia y la Comunidad de Estados Independientes (4,2 millones), España (3,3 millones), Polonia (1,25 millones).
Las Reliquias de la Muerte - Parte 2 estableció récords del primer fin de semana en India con 15 millones de rupias indias (3,41 millones de dólares), Australia con 19,6 millones de dólares, Nueva Zelanda con 2,46 millones de dólares, Brasil con 11,6 millones de dólares (sobrepasada por The Avengers), Escandinavia con 18,5 millones de dólares, México con 15,9 millones (sobrepasada por The Avengers) y muchos otros países latinoamericanos y europeos.

#### Norteamérica
En Norteamérica, es la decimoctava película con mayor recaudación, la película de Harry Potter con mayor recaudación, la adaptación de un libro infantil con mayor recaudación, la película de fantasía/acción en vivo de mayor recaudación y la cuarta película 3D con mayor recaudación. Estableció nuevos récords en venta de entradas avanzadas con 32 millones de dólares, en su estreno nocturno con 43,5 millones de dólares y en su estreno IMAX nocturno con 2 millones (sobrepasada por The Dark Knight Rises). Recaudó 91,1 millones de dólares en su primer viernes, estableciendo un récord de recaudación en viernes así como récords de un solo día y del primer día. También estableció un récord del primer fin de semana con 169,2 millones de dólares, un récord del primer fin de semana en IMAX con 15,2 millones de dólares y un récord del primer fin de semana para una película en 3D (los tres récords fueron más tarde superados por The Avengers). Aunque el 3D aumentó el potencial de ganancias de la película, solo el 43% de la recaudación vino del 3D. Esto significa que solo 72,8 millones de dólares de la recaudación del primer fin de semana se originaron en las funciones 3D, el segundo número más grande (hasta el momento) detrás de los 81,3 millones de dólares de Alicia en el país de las maravillas.
También logró la más grande recaudación de 3 y 4 días (récords batidos por The Avengers). Además, logró la tercera primera semana con mayor recaudación con 226,2 millones de dólares (del viernes al jueves), e incluso la cuarta recaudación de 7 días más grande (se cuando sea que dichos 7 días ocurrieran). Cayó precipitadamente un 84% en su segundo viernes y un 72% durante su segundo fin de semana en general, recaudando 47,4 millones de dólares, que es la mejor caída en el segundo fin de semana para una película que comenzó con más de 50 millones de dólares. Aun así, consiguió convertirse en la película con recaudación más rápida en la franquicia y también logró la segunda recaudación de diez días más grande de todas (hasta el momento). En su tercer fin de semana, la película superó a Harry Potter y la piedra filosofal al convertirse en la película más taquillera de la franquicia en Norteamérica.

#### Récords
En el momento de su estreno, la película sostuvo los siguientes récords en taquilla estadounidense y canadiense:
| Récord                                                    | Detalles          | Récord anterior                                                           |
| --------------------------------------------------------- | ----------------- | ------------------------------------------------------------------------- |
| Primer fin de semana                                      | 169 189 427 $     | The Dark Knight (2008, 158,4 millones $)                                  |
| Primer fin de semana en el verano                         | 169 189 427 $     | The Dark Knight (2008, 158,4 millones $)                                  |
| Primer fin de semana de una película en 3D                | 169 189 427 $     | Alicia en el país de las maravillas (2010, 116,1 millones $)              |
| Primer fin de semana – IMAX                               | 15 200 000 $      | Alicia en el país de las maravillas (2010, 12,2 millones $)               |
| Primer día/único día                                      | 91 071 119 $      | The Twilight Saga: New Moon (2009, 72,7 millones $)                       |
| Mayor lanzamiento 3D                                      | 3100+ ubicaciones | Transformers: el lado oscuro de la luna (2011, 2789 ubicaciones)          |
| Mayor recaudación en venta de entradas por adelantado     | 32 000 000 $      | The Twilight Saga: Eclipse (2010, 30 millones $)                          |
| Mayor estreno nocturno                                    | 43 500 000 $      | The Twilight Saga: Eclipse (2010, 30 millones $)                          |
| Mayor estreno IMAX nocturno                               | 2 000 000 $       | Harry Potter y las reliquias de la Muerte: parte 1 (2010, 1,4 millones $) |
| Película de fantasía/acción en vivo con mayor recaudación | 381 011 219 $     | El Señor de los Anillos: el retorno del Rey (377 027 325 $)               |

También sostiene los siguientes récords taquilleros internacionales:
| Récord                                                     | Detalles                                  |
| ---------------------------------------------------------- | ----------------------------------------- |
| Primer fin de semana mundialmente                          | 483 189 427 $                             |
| Primer fin de semana fuera de Estados Unidosy Canadá       | 314 000 000 $                             |
| Estreno IMAX internacional más taquillero                  | 23 200 000 $                              |
| Película más taquillera de 2011                            | 1 328 111 219 $                           |
| Llegada más rápida al billón de dólares internacionalmente | 19 días (junto con Avatar y The Avengers) |

### Premios y nominaciones
Harry Potter y las Reliquias de la Muerte: parte 2 fue nominada a Mejor dirección artística, Mejor maquillaje y Mejores efectos visuales en los 84.os Premios Óscar. La película también estaba en la lista larga de ocho categorías diferentes incluyendo Mejor fotografía, Mejor diseño de producción y Mejor música original en los 65º Premios BAFTA, y recibió 4 nominaciones a Mejor sonido, Mejor diseño de producción, Mejores efectos visuales (el cual ganó) y Mejor maquillaje y peluquería.
| Premio                                              | Categoría                                                                           | Nominado(s)                                                           | Resultado |
| --------------------------------------------------- | ----------------------------------------------------------------------------------- | --------------------------------------------------------------------- | --------- |
| National Board of Review Awards                     | 10 películas destacadas                                                             |                                                                       | Ganadora  |
| National Movie Awards                               | Película de verano que debe ser vista                                               | Ganadora                                                              |           |
| Hollywood Film Awards                               | Película de Hollywood del año                                                       | Ganadora                                                              |           |
| Nickelodeon's Australian Kids' Choice Awards        | Película favorita                                                                   | Ganadora                                                              |           |
| Premios BAFTA Infantiles                            | Película favorita                                                                   | Ganadora                                                              |           |
| Premios BAFTA Infantiles                            | BAFTA Kids' Vote (Categoría de Cine)                                                | Ganadora                                                              |           |
| Premios Britannia                                   | Excelencia artística en dirección                                                   | David Yates (Harry Potter 5-7 p2)                                     | Ganadora  |
| Premios Satellite                                   | Mejor banda sonora                                                                  | Alexandre Desplat                                                     | Nominado  |
| Premios Satellite                                   | Mejores efectos visuales                                                            | Tim Burke John Richardson David Vickery Greg Butler                   | Nominados |
| Premios Satellite                                   | Mejor sonido                                                                        | Dave Patterson Lon Bender Robert Fernández Victor Ray Ennis           | Nominados |
| Teen Choice Awards                                  | Mejor película del verano                                                           |                                                                       | Ganadora  |
| Teen Choice Awards                                  | Mejor estrella de cine del verano - Masculino                                       | Daniel Radcliffe                                                      | Ganador   |
| Teen Choice Awards                                  | Mejor estrella de cine del verano - Femenino                                        | Emma Watson                                                           | Ganadora  |
| Scream Awards                                       | El último grito                                                                     |                                                                       | Ganadora  |
| Scream Awards                                       | Mejor guion                                                                         | Steve Kloves                                                          | Ganador   |
| Scream Awards                                       | Mejor actor en fantasía                                                             | Daniel Radcliffe                                                      | Ganador   |
| Scream Awards                                       | Mejor villano                                                                       | Ralph Fiennes                                                         | Ganador   |
| Scream Awards                                       | Escena más sorprendente del año                                                     | Sala de Menesteres                                                    | Ganadora  |
| Scream Awards                                       | Mejores efectos especiales                                                          | Tim Burke                                                             | Ganador   |
| Scream Awards                                       | Mejor película de fantasía                                                          |                                                                       | Nominada  |
| Scream Awards                                       | Mejor director                                                                      | David Yates                                                           | Nominado  |
| Scream Awards                                       | Mejor actriz en fantasía                                                            | Emma Watson                                                           | Nominada  |
| Scream Awards                                       | Mejor actor de reparto                                                              | Rupert Grint                                                          | Nominado  |
| Scream Awards                                       | Mejor actor de reparto                                                              | Alan Rickman                                                          | Nominado  |
| Scream Awards                                       | Mejor conjunto                                                                      |                                                                       | Nominada  |
| Scream Awards                                       | Escena de pelea del año                                                             | Batalla Final                                                         | Nominada  |
| Scream Awards                                       | Escena de pelea del año                                                             | La Batalla de Hogwarts                                                | Nominada  |
| Scream Awards                                       | Mejor película en 3D                                                                |                                                                       | Nominada  |
| American Film Institute Awards                      | Premios Especial de la AFI                                                          | Serie Harry Potter                                                    | Ganadora  |
| Premios Óscar                                       | Mejor dirección artística                                                           | Stuart Craig Stephenie McMillan                                       | Nominados |
| Premios Óscar                                       | Mejores efectos visuales                                                            | Tim Burke David Vickery Greg Butler John Richardson                   | Nominados |
| Premios Óscar                                       | Mejor maquillaje                                                                    | Nick Dudman Amanda Knight Lisa Tomblin                                | Nominados |
| Premios BAFTA                                       | Mejor diseño de producción                                                          | Stuart Craig Stephenie McMillan                                       | Nominados |
| Premios BAFTA                                       | Mejores efectos visuales                                                            | Tim Burke John Richardson Greg Butler David Vickery                   | Ganadores |
| Premios BAFTA                                       | Mejor sonido                                                                        | James Mather Stuart Wilson Stuart Hilliker Mike Dowson Adam Scrivener | Nominados |
| Premios BAFTA                                       | Mejor maquillaje y peluquería                                                       | Amanda Knight, Lisa Tomblin                                           | Nominadas |
| People's Choice Awards                              | Película favorita                                                                   |                                                                       | Ganadora  |
| People's Choice Awards                              | Película de acción favorita                                                         | Ganadora                                                              |           |
| People's Choice Awards                              | Conjunto favorito                                                                   | Ganadora                                                              |           |
| People's Choice Awards                              | Adaptación de un libro favorita                                                     | Ganadora                                                              |           |
| People's Choice Awards                              | Actor de cine favorito                                                              | Daniel Radcliffe                                                      | Nominado  |
| People's Choice Awards                              | Estrella de cine favorita (menores de 25 años)                                      | Daniel Radcliffe                                                      | Nominado  |
| People's Choice Awards                              | Estrella de cine favorita (menores de 25 años)                                      | Rupert Grint                                                          | Nominado  |
| People's Choice Awards                              | Estrella de cine favorita (menores de 25 años)                                      | Emma Watson                                                           | Nominada  |
| People's Choice Awards                              | Estrella de cine favorita (menores de 25 años)                                      | Tom Felton                                                            | Nominado  |
| Premios Grammy                                      | Mejor álbum de banda sonora para película, televisión u otro medio visual           | Alexandre Desplat                                                     | Nominado  |
| Critics' Choice Awards                              | Mejor dirección artística                                                           | Stuart Craig                                                          | Nominado  |
| Critics' Choice Awards                              | Mejores efectos visuales                                                            | Tim Burke John Richardson David Vickery Greg Butler                   | Nominados |
| Critics' Choice Awards                              | Mejor sonido                                                                        |                                                                       | Ganadora  |
| Critics' Choice Awards                              | Mejor maquillaje                                                                    | Nick Dudman Amanda Knight Mark Coulie                                 | Ganadores |
| Screen Actors Guild Awards                          | Anexo:Screen Actors Guild Award al mejor reparto de especialistas                   |                                                                       | Ganadora  |
| Costume Designers Guild Awards                      | Excelencia en diseño de vestuario para cine - Fantasía                              | Jany Temime                                                           | Ganadora  |
| Premios ADG a la Excelencia en Diseño de Producción | Mejor dirección artística en una película de fantasía                               | Stuart Craig Stephenie McMillan                                       | Ganadores |
| Alliance of Women Film Journalists' EDA Awards      | Mejor actor en un papel de reparto                                                  | Alan Rickman                                                          | Nominado  |
| SFX Awards                                          | Mejor película                                                                      |                                                                       | Ganadora  |
| SFX Awards                                          | Mejor director                                                                      | David Yates                                                           | Nominado  |
| Visual Effects Society Awards                       | Efectos visuales sobresalientes en una película impulsada por efectos visuales      | Tim Burke Emma Norton John Richardson David Vickery                   | Nominados |
| Visual Effects Society Awards                       | Personaje animado sobresaliente en una película de acción en vivo (Dragón)          | Yasunobu Arahori Tom Bracht Gavin Harrison Chris Lentz                | Nominados |
| Visual Effects Society Awards                       | Entorno sobresaliente creado en una película de acción en vivo                      | Keziah Bailey Stephen Ellis Clement Gerard Pietro Ponti               | Nominados |
| Visual Effects Society Awards                       | Modelos sobresalientes en una película                                              | Steven Godfrey Pietro Ponti Tania Marie Richard Andy Warren           | Nominados |
| Visual Effects Society Awards                       | Composición sobresaliente en una película                                           | Michele Benigna, Martin Ciastko Thomas Dyg Andy Robinson              | Nominados |
| International Film Music Critics Association        | Mejor banda sonora original para una película de fantasía, ciencia ficción u horror | Alexandre Desplat                                                     | Nominado  |
| Premios Saturn                                      | Mejor película de fantasía                                                          | Steven Godfrey Pietro Ponti Tania Marie Richard Andy Warren           | Ganadores |
| Premios Saturn                                      | Mejor director                                                                      | David Yates                                                           | Nominado  |
| Premios Saturn                                      | Mejor actor de reparto                                                              | Ralph Fiennes                                                         | Nominado  |
| Premios Saturn                                      | Mejor actor de reparto                                                              | Alan Rickman                                                          | Nominado  |
| Premios Saturn                                      | Mejor actriz de reparto                                                             | Emma Watson                                                           | Nominada  |
| Premios Saturn                                      | Mejor diseño de producción                                                          | Stuart Craig                                                          | Nominado  |
| Premios Saturn                                      | Mejor montaje                                                                       | Mark Day                                                              | Nominado  |
| Premios Saturn                                      | Mejor vestuario                                                                     | Jany Temime                                                           | Nominada  |
| Premios Saturn                                      | Mejor maquillaje                                                                    | Nick Dudman Amanda Knight                                             | Nominados |
| Premios Saturn                                      | Mejores efectos especiales                                                          | Tim Burke Greg Butler John Richardson David Vickery                   | Nominados |
| Premios Hugo                                        | Mejor representación dramática - Forma larga                                        | David Yates Steve Kloves                                              | Nominados |
| MTV Movie Awards                                    | Película del año                                                                    |                                                                       | Nominada  |
| MTV Movie Awards                                    | Mejor actuación masculina                                                           | Daniel Radcliffe                                                      | Nominado  |
| MTV Movie Awards                                    | Mejor actuación femenina                                                            | Emma Watson                                                           | Nominada  |
| MTV Movie Awards                                    | Mejor héroe                                                                         | Daniel Radcliffe                                                      | Ganador   |
| MTV Movie Awards                                    | Mejor beso                                                                          | Rupert Grint Emma Watson                                              | Nominados |
| MTV Movie Awards                                    | Mejor pelea                                                                         | Daniel Radcliffe Ralph Fiennes                                        | Nominados |
| MTV Movie Awards                                    | Mejor equipo en pantalla                                                            | Daniel Radcliffe Rupert Grint Emma Watson Tom Felton                  | Ganadores |
| Premios Empire                                      | Mejor película                                                                      |                                                                       | Ganadora  |
| Premios Empire                                      | Mejor actor                                                                         | Daniel Radcliffe                                                      | Nominado  |
| Premios Empire                                      | Mejor director                                                                      | David Yates                                                           | Ganador   |
| Premios Empire                                      | Mejor 3D                                                                            |                                                                       | Nominada  |
| Premios Empire                                      | Mejor debutante femenina                                                            | Bonnie Wright                                                         | Nominada  |

## División de la película
En enero de 2008 comenzó a circular el rumor sobre la posible división del film en dos partes. Finalmente, el 12 de marzo se confirmó la decisión. La misma fue dividida en dos películas —tituladas simplemente Harry Potter y las Reliquias de la Muerte: parte 1 y Harry Potter y las Reliquias de la Muerte: parte 2— que fueron estrenadas el 19 de noviembre de 2010 y el 15 de julio de 2011 respectivamente.
Según las declaraciones del productor, David Heyman, las razones de esta división no respondieron a objetivos comerciales sino a cuestiones de complejidad argumental. «La pregunta será, ¿dónde cortarla? ¿Y cómo hacer que sean una y a la vez dos historias diferentes y separadas? ¿Lo cortas en un momento de suspense o en uno de resolución? Son desafíos muy interesantes. Pero cada libro ha presentado sus desafíos». Días después, el presidente de Warner Bros, Jeff Robinov, reafirmó las declaraciones del productor:

Reconocemos que 'Harry Potter y las Reliquias de la Muerte' está lleno de puntos vitales que completan los arcos de la historia de todos los personajes. Dicho esto, sentimos que la mejor manera para hacer el libro, y para sus muchos fans, lo justo es expandir la adaptación a la gran pantalla de 'Harry Potter y las Reliquias de la Muerte' y lanzar la película en dos partes.

La primera parte termina alrededor del capítulo 24, durante un giro argumental determinante de la película. Ambas partes fueron estrenadas por formato IMAX. Anteriormente se había anunciado que se exhibirían en 3D pero luego de un comunicado por la Warner Bros. Pictures, se canceló la producción de la primera parte en este formato, pero la parte 2 si se estrenó en 3D. El motivo, según destaca la productora, es porque no pudieron montar la versión tridimensional de parte 1 durante el tiempo comprendido entre el final del rodaje (que finalizó casi tres meses antes del estreno de la primera parte) y la fecha de estreno del filme, excusándose con la siguiente declaración:

«A pesar del esfuerzo de todos, no hemos sido capaces de convertir la película en su totalidad, sin dejar que pierda los más altos estándares de calidad. No queremos decepcionar a los fans que fueron informados de esta mágica experiencia para el próximo 19 de noviembre de 2010. Nosotros, en alineación con nuestros cineastas, estamos de acuerdo en que este es el mejor camino a tomar para garantizar que nuestro público disfrute completamente de la experiencia que supone Harry Potter.»

## Diferencias con el libro
Muchos cambios realizados se debieron a omisiones en películas anteriores, para poder mantener la continuidad entre ellas. Además tanto el director como los actores declararon que muchas escenas debían eliminarse para que la acción de la película no fuera tan larga e incomprensible.
- Mientras que en el libro Ollivander desconoce las Reliquias de la Muerte, en la película está familiarizado con el tema.

- La historia detrás de la copia de la espada de Gryffindor es omitida. En esta parte, Griphook menciona que existe una copia en la bóveda, pero no se explica de su existencia, solo que fue llevada por Snape, a la vez omitiendo la batalla de Snape con el ministerio.

- Dado que en la quinta película no se vio el origen del par de espejos de Sirius Black, se le da otra explicación: existe un solo espejo, adueñado por Aberforth, y Harry tiene un pedazo del espejo desde la primera parte — aunque nunca se aclara cómo Harry tenía dicho pedazo en primer lugar.

- La capa de invisibilidad de Harry nunca es revelada expresamente como una de las tres Reliquias, a pesar de que varias veces se menciona que una de ellas es una capa de invisibilidad.

- Un horrocrux que es una copa, del cual no se menciona a quien pertenece (Helga Hufflepuff) es destruida en la Cámara de los Secretos por Hermione Granger, y en la misma escena ella se besa con Ron Weasley, siendo este otro cambio, ya que en el libro se besan en el proceso de la Batalla de Hogwarts.

- Pius Thicknesse (quien fue mostrado como un mortífago auténtico desde la parte 1 cuando no lo era) es asesinado por Voldemort en un ataque de ira de este último.

- El otro horrocrux, la Diadema de Rowena Ravenclaw, es destruida con un Fyendfire conjurado por Gregory Goyle, mientras que en la película Harry le clava un colmillo de basilisco y Ron la patea en dirección a las voraces llamas de la para entonces destruida Sala de Menesteres. Originalmente fue Vicent Crabbe quien destruyó el horrocrux y fue directamente con la maldición de fuego demoniaco, ya que dicha maldición también podía destruir horrocruxes, algo que no se menciona en la película.

- En el libro, quienes aparecen en la Sala de Menesteres, de Slytherin, son Draco, Crabbe y Goyle. En la película son Draco, Goyle y Blaise Zabini. Crabbe muere en el libro, mientras en la película quien muere es Goyle. Este cambio puede deberse al arresto del actor de Crabbe, Jamie Waylett, en 2009, lo que le impidió retomar al personaje desde Harry Potter y las reliquias de la Muerte: parte 1.

- En el libro, cuando Harry, Ron y Hermione van a la casa de los Gritos, ven a Lavender Brown siendo atacada por Fenrir Greyback, a quien Hermione salva antes de ser mordida por éste y luego es lanzado a un abismo. A diferencia de la película, que muestra que Lavender ya estaba muerta antes de que Hermione hechizara al hombre lobo y éste cayera por el precipicio.

- Siguiendo con la historia de la Diadema, en el libro, Helena Ravenclaw, hija de Rowena, oculta la diadema en un árbol hueco en Albania sin decírcelo a nadie, a excepción posteriormente de Tom Riddle, y cuando el fantasma de Helena le dice a Harry lo que ocurrió él deduce sólo que lord Voldemort la había encontrado y después escondido en la Sala de Menesteres. En la película fue Helena quien le dice a Harry que la diadema está oculta en la Sala de Menesteres.

- En el libro, Harry sabe dónde encontrar la Diadema de Ravenclaw, pues en el libro anterior "Harry Potter y el príncipe mestizo", esconde el libro de Pociones en la Sala de Menesteres, dentro del armario evanescente y sobre este hay un busto de piedra de un mago que usa una peluca empolvada y una tiara descolorida y antigua. En la película él tiene la capacidad de detectarlos sensorialmente.

- La muerte de Snape tuvo lugar en el Cobertizo donde desembarcaban los botes que usan principalmente los alumnos de Primer Año al llegar por primera vez a Hogwarts, mientras que en el libro la muerte de Snape ocurrió en la Casa de los Gritos. Cabe mencionar que este cambio se publicó inclusive meses antes del estreno de la película.

- La historia de la vida de Dumbledore es completamente omitida, aunque Aberforth menciona que nunca tuvo tiempo para su hermana. Dado que en la primera parte se mencionó muy poco de Dumbledore (a diferencia del libro), esta película omite muchos detalles también. No se explica por qué Ariana murió (aunque Hermione dice que «murió joven»), ni por qué Aberforth y Albus se separaron, ni de la gran amistad que este último tuvo con Grindelwald. De la misma manera, no se sabe por qué Dumbledore se puso el Anillo de Gaunt, y nunca se menciona relación entre el anillo y la Piedra de Resurrección.

- Ciertos recuerdos de Snape son omitidos, y algunos son agregados, para mantener continuidad. Nunca se menciona que Petunia le escribió a Dumbledore, ni que conocía a Snape, lo cual cuadra con omisiones de películas anteriores. Tampoco se ve por qué Lily se alejó de Snape, lo cual cuadra de la misma manera con la omisión de la quinta película. Los recuerdos de Snape hablando con el retrato de Dumbledore no son mostrados, pero muchos son agregados, como el de Snape abrazando el cadáver de Lily.

- Cuando Harry despierta en la estación King's Cross no está desnudo por lo que la metáfora mística del dudoso estado del personaje quedó omitido. Dumbledore no le menciona que Harry no puede morir porque Voldemort usó su sangre; en lugar de eso, queda entendido que dado que la maldición asesina mató el pedazo de alma de Voldemort que vivía en él y su alma quedó intacta, este no murió, y puede escoger entre morir y regresar — algo que J. K. Rowling aclaró: la supervivencia de Harry a la maldición se basó en sus decisiones.[128] Dumbledore, igualmente, no explica su pasado, pues nunca fue explorado en la película.

- En la batalla de Hogwarts se presentan elfos domésticos (entre ellos Kreacher), duendes, acromántulas, centauros, gigantes, dementores, fantasmas soldados de piedra y thestrals liderados por el hipogrifo Buckbeak luchando contra los gigantes de Voldemort. Lo que se destaca es que ellos además de su gran fuerza, les arrancan sus ojos en plena lucha aérea haciendo así que los gigantes se choquen con los grandes muros del castillo Hogwarts. Dichas criaturas esparcidas en los 2 bandos (respectivamente bien y mal), siendo para bien: elfos, duendes, centauros, fantasmas, thestrals, Buckbeak y Grawp; los demás perteneciendo al mal. Otra escena del libro que se omite en la película, es ver a la profesora de adivinación Sybill Trelawney arrojando bolas de cristal gigantes hacia el ejército de Voldemort desde la Torre de Astronomía. En la película solo se presentan Gigantes, dementores, acromántulas y soldados de piedra. En el libro se presencia una batalla, más descomunal y cruel que en la película.

- La escena en la que Neville es atacado por Voldemort al destruir el Sombrero Seleccionador tampoco está presente, incluso la muerte de Nagini fue extendida.
- Las muertes de Fred Weasley, Remus Lupin y Nymphadora Tonks nunca llegan a verse y en su lugar solo aparecen sus cadáveres como resultado de la primera batalla.
- La pelea final entre Harry y Voldemort es extendida, y Harry jamás le explica a Voldemort y todos los presentes el por qué la varita no le funcionaría. Esto le explica en privado a Ron y Hermione luego rompe la varita y arroja los restos a un precipicio, cuando en el libro Harry primero usa la varita de sauco para arreglar la suya (la cual accidentalmente Hermione había roto en la primera parte) con el hechizo reparo, y luego decide esconderla para que cuando llegue el día en que él muera la varita pierda su poder.

- La muerte de Bellatrix fue alterada levemente; mientras que en el libro, ésta es impactada con una maldición asesina de Molly Weasley y lanza una carcajada antes de morir (tal como la muerte de Sirius Black), en el largometraje Molly Weasley ataca a Bellatrix, pareciendo petrificarla y luego estallarla en pedazos.

- La muerte de Voldemort, y el rebote de Expelliarmus contra Avada Kedavra no es presentado como tal, sino como una pérdida de poder de un hechizo contra el otro. Finalmente, cuando Voldemort es alcanzado por la maldición asesina, cae bajo los pies de Harry, mientras que en la película, su muerte es presentada como su cuerpo despedazándose y volando en cenizas por los aires a la vez, similar a la muerte de Quirrell en la primera película.

- En los libros, se menciona que las Maldiciones Imperdonables no pueden ser evitadas de ninguna manera (excepto el Imperio, si se tiene una gran fuerza de voluntad), sin embargo, cuando los mortífagos lanzan Avada Kedavra, los hechiceros y brujas se defienden con Protego y Expelliarmus sin que el escudo se rompa.